# ویکتور ده بیر
ویکتور ده بیر ({{lang-en|Victor de Behr}) بازیکن واترپلو اهل بلژیک است.
وی در مسابقات کشوری و بین‌المللی در مجموع برندهٔ ۱ مدال نقره شده‌است.